# EMD SD38-2
EMD SD38-2 é uma locomotiva diesel-elétrica de seis eixos (C-C) da Electro-Motive Diesel (EMD), divisão de locomotivas da General Motors, construída entre dezembro de 1972 e junho de 1979.
Foram produzidas um de 90 unidades do modelo SD38-2, sendo utilizada no EUA (76), Canadá (7), Brasil (2) e Venezuela (5).
No Brasil a Jari Florestal e Agropecuária Ltda (Projeto Jari) adquiriu duas unidades novas em 1978 para utilização nas operações da Estrada de Ferro Jari. Além de madeira, realiza o transporte de bauxita a partir do pátio de São Miguel. A locomotiva também possui uma variante modificada: A SD38M, que é operada pela MRS Logística, com 34 unidades.